# لاين ليفينغستون
لاين ليفينغستون (بالإنجليزية: Iain Livingstone)‏ هو ضابط شرطة ولاعب كرة قدم بريطاني في مركز نصف الجناح، ولد في 6 أكتوبر 1966 في دنفيرملين في المملكة المتحدة. لعب مع ريث روفرز.